# Jerolim Miše
Jerolim Miše (Split, 25. septembar 1890. – Split, 14. septembar 1970), bio je hrvatski slikar i likovni kritičar, poznat po slikama sa razuzdanim temama i mrtvom prirodom.

## Život i karijera
Rođen je u Splitu 25. septembra 1890.. Studija slikarstva započeo je u Splitu na Višoj školi za umjetnost i umjetni obrt i na njima proveo dve godine (1910 do 1911),  vjerovatno kao spoljni polaznik Dvorane risanja koju je vodio Emanuel Vidović. Dalje školovanje nastavio je 1910.–1911. na zagrebačkoj Privremenoj višoj školi za umjetnost i umjetni obrt (kasnije Akademija likovnih umjetnosti), potom na Istituto di Belle Arti u Rimu (1911 –1912), a 1913. godine je u Firenci, pohađao je umetničku školu do pred sam početak Prvoga svjetskog rata, Za vreme školovanja u Rimu družio se sa Ivanom  Meštrovićem, koji ga je upoznao s bečkom secesijom.
Vraća se u Split  i nakon službovanja po kasarnama (Sisak i Glina) zapošljava se kao nastavnik crtanja u Krapini (1917.– 1920), potom u Slavonskom Brodu (1921 –1923).
Nezadovoljan životom u provinciji, pokušao je dobiti zaposlenje na zagrebačkoj ili beogradskoj školi. To mu u uspeva i jedno vreme je radio  u Beogradu (1937–1941), kao profesor na novoosnovanoj Umetničkoj akademiji, prvo kao vanredni, a  od 1939. godine kao redoviti profesor. U Beogradu Miše je ostao do 1941. godine, kada se vraća u Zagreb na mesto crtača u Hrvatskom izdavalačkom bibliografskom zavodu. Od 1943. godine zapošljava se  na  mjesto profesora pri zagrebačkoj Akademiji likovnih umjetnosti,  na kojoj će aktivno raditi sve do odlaska u penziju 1960. godine.
Članstvo u likovnim grupama
Jerolim Miše je bio je član Grupe četvorice i Grupe trojice; član JAZU (danas HAZU) od 1952. godine.

Kao član umetničke grupe nezavisnih umetnika; realizmi; nacionalni likovni izraz; koju su pored njega činili Ljubo Babić; Vladimir Becić; Joza Kljaković; Frano Kršinić; Ivan Meštrović; Marin Studin; Zlatko Šulentić; Vladimir Varlaj. 
Preminuo je u Splitu, 14. septembra 1970. godine.

## Likovno stvaralaštvo
Jerolim Miše je svoja likovna dela stvarao uglavnom u ulju, a motivi su bili portreti težaka, njegovih prijatelja umetnika, deca. Na tim portretima on je, vrlo uspešno slikao psihološka raspoloženja svojih modela.

Portret koji mu je ostao trajna preokupacija, krajem 1920-ih potpao je pod uticaj francuskog  slikarstva (pre svega A. Renoara i P. Sezana ) i delomično nemačkoga ekspresionizma. Slike nastale pod tim uticajem su naslikanekratkim potezima četkice, mekšim i svetlijim bojama. Na njima su najčeđće bili dalmatinski pejzaži obaskjani suncem, portreti i mrtve prirode...
| „ | ...koji će u njegovu zrelom razdoblju (1931–1935) poprimiti kaleidoskopsko šarenilo blisko impresionističkomu (Maslinik, 1931; Škarpina, 1934; Djevojčica s cvijećem, 1935). | ” |

Za sobom je ostavio mapu portretnih crteža (Naši dragi suvremenici, 1943), a iz poslednjeg opusa stvaralaštva mnogo slika  mrtve prirode i krajolika u prigušenim tonalitetima.

### Likovna dela
| - Autoportret, 1916. - Portret zaručnice - Djevojka s dinjom - Portret Ive Tartaglie, 1919. - Primorska veduta, Supetar - Podne u Supetaru, 1928 - Portret slikara Račkog, 1929. | - Crvene kuće, 1930. - Podne u Koločepu, 1931. - Djevojčica, 1932. - Škarpina , 1934. - Majsko jutro na Lopudu - Mrtva priroda s kistovima, 1961. |

### Izložbe
Samostalne izložbe
- 1990. — Umjetnički paviljon Zagreb, Zagreb, Hrvatska
- 1970. — Galerija Umjetnina Split. Split, Hrvatska

Kolektivne izložbe
- 2016. — Umjetnička djela iz privatnih kolekcija srednje Dalmacije, Galerija Umjetnina Split, Split, Hrvatska
- 2016. — Karlovačko slikarstvo 20. stoljeća, Zbirka Mavreti? Regionalni muzej Ozalj, Ozalj, Hrvatska
- 2006. — Hrvatski muzej zbirke suvremene umjetnosti Skoplje, Skoplje, Severna Makedonija
- 1988. — Svjetla I Boje Dubrovnika, Ljudi, Grad I Okolica U Djelima Modernih slikara, Muzej moderne umjetnosti Dubrovnik, Dubrovnik, Hrvatska
- 1981 — Hrvatski Vedutisti - Od Bukovca Do Danas, Muzej moderne umjetnosti Dubrovnik, Dubrovnik

## Likovne kritike
Kao likovni kritičar objavljvao je članke i oglede o likovnim umetnostima u Književnoj republici i Bulletinu JAZU, i u Književniku (pod pseudonimom Rome).

## Priznanja
Dobitnik je Nagrade „Vladimir Nazor”  za životno delo (1968).
Likovna dela Jerolim Miše, danas su de zbirki u: 
- Muzeju suvremene umjetnosti Zagreb,
- Galerija Umjetnina Split,
- Muzeju savremene umetnosti Skopje.

## Izvor
1. 1 2  Babić, Ljubo. „Pioniri našeg slikarstva.“ Svijet br. 26 (1928): 559–566.
2. ↑  Zidić, Igor. Jerolim Miše. Katalog retrospektivne izložbe. Zagreb: Umjetnički paviljon, 1990b.
3. ↑  Babić, Ljubo. Umjetnost kod Hrvata. Zagreb: Naklada A. Velzek, 1943
4. ↑  Dulibić, Frano, Grupa nezavisnih umjetnika (1921-1927) Radovi instituta za povijest umjetnosti (0350-3437) 23 (1999), 23; 199-208

## Literatura
- Čupić, Simona. „Grupa naprednih hrvatskih slikara i Petar Dobrović iz Beograda, Prag 1937. godine.“ u: Petar Dobrović u tridesetim. Katalog izložbe. Beograd: Muzej savremene umetnosti, 2005, 11–16.

## Spoljašnje veze
- Jerolim Miše u galeriji Adris, Adris grupa d.d. (jezik: hrvatski)